# Георг VII фон дер Шуленбург
Георг VII фон дер Шуленбург (на немски: Georg VII von der Schulenburg; * 31 август? 1535; † 20 април 1619 в Брауншвайг) е граф от благородническия род „фон дер Шуленбург“ в Алтмарк в Саксония-Анхалт.
Той е вторият син (от 12 деца) на граф Левин I фон дер Шуленбург (1510 – 1569) и съпругата му Илза фон Квицов (1518 – 1591), дъщеря на Юрген (Георг) фон Квицов († 1527) и Маргарета фон Арним (* ок. 1496). Внук е на Албрехт I фон дер Шуленбург 'Черния' († 1519) и Катарина фон Рор († сл. 1519).
Замъкът Бетцендорф е от 1340 г. собственост на род фон дер Шуленбург, след напускането на замък-резиденцията Шуленбург при Щапенбек близо до Залцведел. Бетцендорф става през следващите векове фамилно главно место на рода. През 1340 г. синовете на рицар Вернер II фон дер Шуленбург († сл. 1304) разделят замък-резиденция Бург Бетцендорф. Рицар Дитрих II (1302/1304 – 1340) основава „Черната линия“, а по-малкият му брат рицар Бернхард I († сл. 1340) „Бялата линия“.
Брат е на Албрехт IV фон дер Шуленбург (1535 – 1583), Дитрих X фон дер Шуленбург (1546 – 1598), Вернер XVII фон дер Шуленбург (1541 – 1581), Бернхард XIII фон дер Шуленбург (1557 – 1601), Анна фон дер Шуленбург (1552 – 1604), омъжена за Лудолф I фон Алвенслебен, син на Лудолф фон Алвенслебен (1510 – 1562).

## Фамилия
Георг VII фон дер Шуленбург се жени за Луция фон Велтхайм (1542 – 1620). Бракът е бездетен.